# Josephine Baker
Josephine Baker of Joséphine Baker, artiestennaam van Freda Josephine McDonald (Saint Louis (Missouri), 3 juni 1906 – Parijs, 12 april 1975) was een Franse variétéartiest, tweede luitenant van de Vrije Franse strijdkrachten (Forces françaises libres; FFL), humanist en filantroop.
Ze werd geboren als Amerikaanse, maar op 30 november 1937 kreeg zij de Franse nationaliteit. Op 30 november 2021 werd ze symbolisch bijgezet in het Panthéon te Parijs.
Kenmerkend voor haar leven waren: passie, verzet en strijd.
Zij leidde een zeer kleurrijk bestaan, waarin haar leven diverse keren op het spel stond.

## Personalia

### Afkomst
Over haar afkomst is bekend, dat haar grootmoeder van moeders kant een slavin was geweest, en haar vader is niet met zekerheid bekend. Zelf zei ze, en ook haar moeder beaamde dat, dat haar biologische vader blank en mogelijk van Spaanse afkomst was, zodat zij een mulattin was. Een van haar overgrootmoeders van moeders kant was van Indiaanse afkomst. Nadat haar biologische vader haar ongehuwde moeder Carrie McDonald had verlaten, huwde haar moeder met Arthur Martin. Ze had uit dat huwelijk een stiefbroer en twee stiefzussen.

### Karakter
Door haar leven op straat en in de gesegregeerde VS, ontwikkelde zij zich tot een rebelse strijdster met anarchistische inslag, vechtend, toegewijd, onvermoeibaar, vastberaden en vasthoudend voor een hoger doel; zij ging door tot ze de uitputting nabij was. Daarnaast was zij spontaan, onstuimig en vrijgevig. Zij bezat een magnetische persoonlijkheid en hield van dieren en kinderen. Zij was berucht behoeftig; ze leefde nog liever zonder eten dan zonder liefde. Haar liefdesleven beperkte zich niet alleen tot affaires met mannen, maar ze ging evenzeer intieme contacten met vrouwen aan. Hoewel zij snakte naar liefde, was ze ook trots, zelfstandig en vastbesloten om niet (van mannen) afhankelijk te zijn. Zij vertrouwde alleen haarzelf, en dieren gaven haar onvoorwaardelijke liefde, een erfenis van haar jeugd in St. Louis, waar zij de met haar broertje en zusjes gedeelde kamer vulde met huisdieren, en waarbij zij op straat werd gezet.

### Achternaam
Door haar huwelijk in 1921 met de Amerikaan Willie Baker verkreeg zij diens achternaam. Na de scheiding van hem in 1923 behield zij die echter, omdat zij bij audities merkte dat zij onder de naam Baker steeds meer bekend was en herkend werd.

## Jeugdjaren

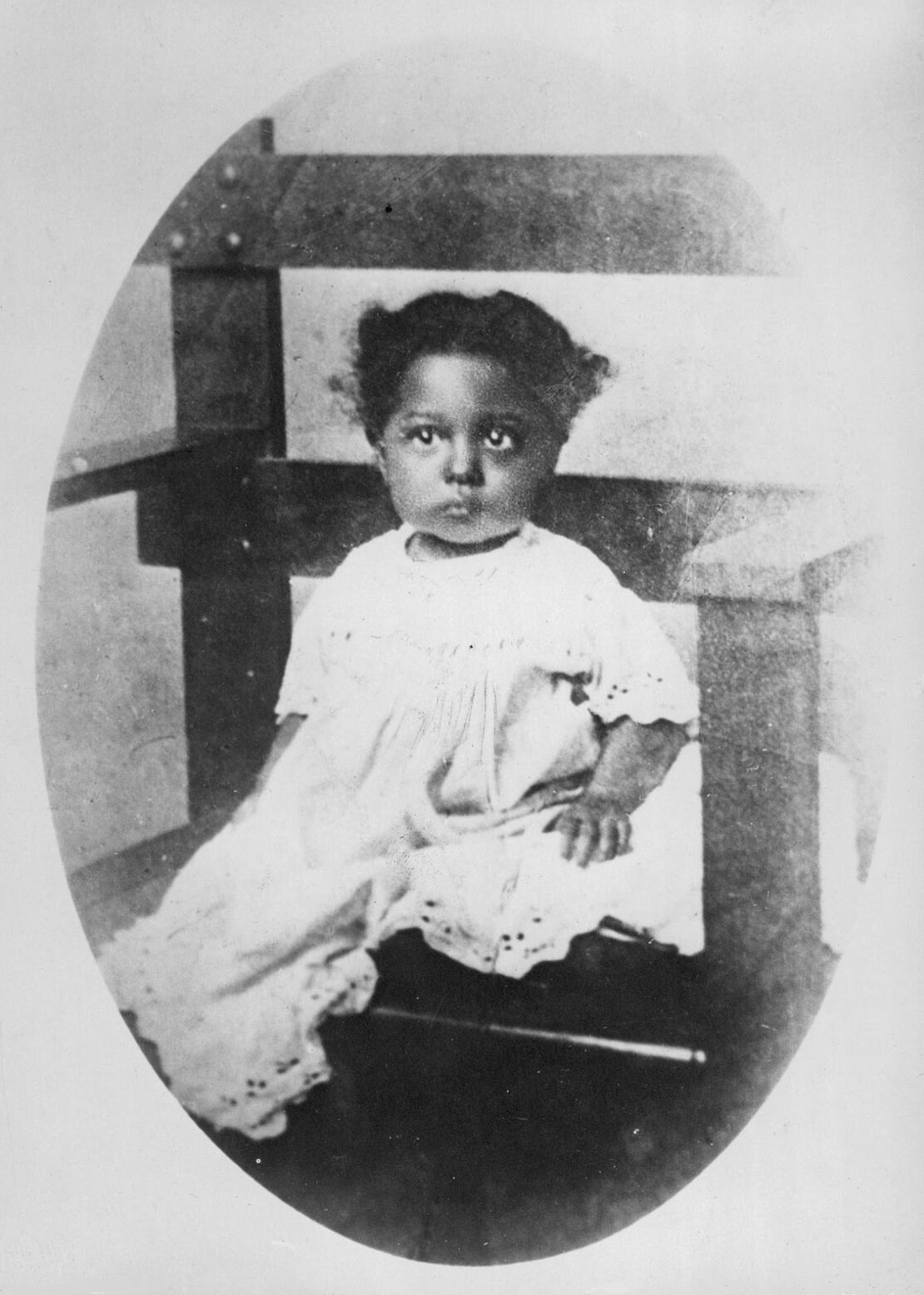
Josephine Baker als kind rond 1908

Josephine Baker groeide op in armoede in een gesegregeerde samenleving met veel racisme. Als kind was ze dienstmeid bij verschillende families en leefde ze vanaf haar twaalfde als dakloze. Ze verdiende wat door op straat voor voorbijgangers te dansen. Op haar vijftiende werd ze opgemerkt door de Jones Family Band and the Dixie Steppers uit Saint Louis, die haar opnamen in hun Vaudeville-gezelschap, waarmee zij optrad en door de VS reisde. Hierna verhuisde ze naar New York en debuteerde ze begin jaren twintig op Broadway als chorusgirl (koorzangeres) in het zwarte gezelschap de New Plantation Club, waarin zij door haar humoristische uitspattingen opviel en hierdoor meer op de voorgrond trad.

## Vroege carrière

### Vertrek uit de VS
De eerste keer dat zij naar Frankrijk vertrok was in 1925, nadat zij door haar opvallende optreden in de club was gescout door de witte producer Caroline Dudley Reagan, echtgenote van Joseph Delteil en schepper van de beroemde Revue Nègre, met de vraag of zij in Parijs wilde komen optreden in een zwart artiestengezelschap, en waarmee zij, nadat ze hierin had toegestemd, in het Théâtre des Champs-Élysées in La Revue Nègre optrad met haar wereldberoemde Danse Sauvage, slechts gekleed in struisvogelveren en een rokje van namaakbananen, schaamteloos een karikatuur neerzette van hoe de meeste witte mensen iemand van Afrikaanse afkomst indertijd zagen.
Toen zij in de restauratiewagen van de boottrein naar Parijs een lunch genoot, was het voor haar de eerste keer dat zij tussen alleen witte mensen zat.
In 1926 onderbrak zij de Europese tournée van het gezelschap en keerde terug naar Parijs waar zij zich aansloot bij de Folies Bergère met de act La Folie du Jour. Vanaf toen kreeg zij de bijnamen als: 'Zwarte Venus', 'De Zwarte Parel' en 'De Creoolse Godin'.

### Eerste Europese eigen optredens
In 1928 maakte zij met haar gezelschap een Europese tour, die veel stof deed opwaaien. Zo werd in Oostenrijk vanuit conservatieve hoek heftig geprotesteerd tegen haar optreden, maar in Zweden, Nederland en Italië oogstte zij veel succes. In München werd in 1929 haar optreden zelfs verboden vanwege het 'kwetsen van de goede zeden'. In 1929 reisde ze met haar geliefde van dat moment, Giuseppe Pepito Abatino, met de Oriënt-Express door Centraal-Europa en deed daar Joegoslavië en Hongarije aan. In Servië gaf zij een liefdadigheidsoptreden ten bate van kinderen die in armoede leefden.
 
Terug in Parijs verbond zij zich voor een aantal jaren aan de Folies Bergère.

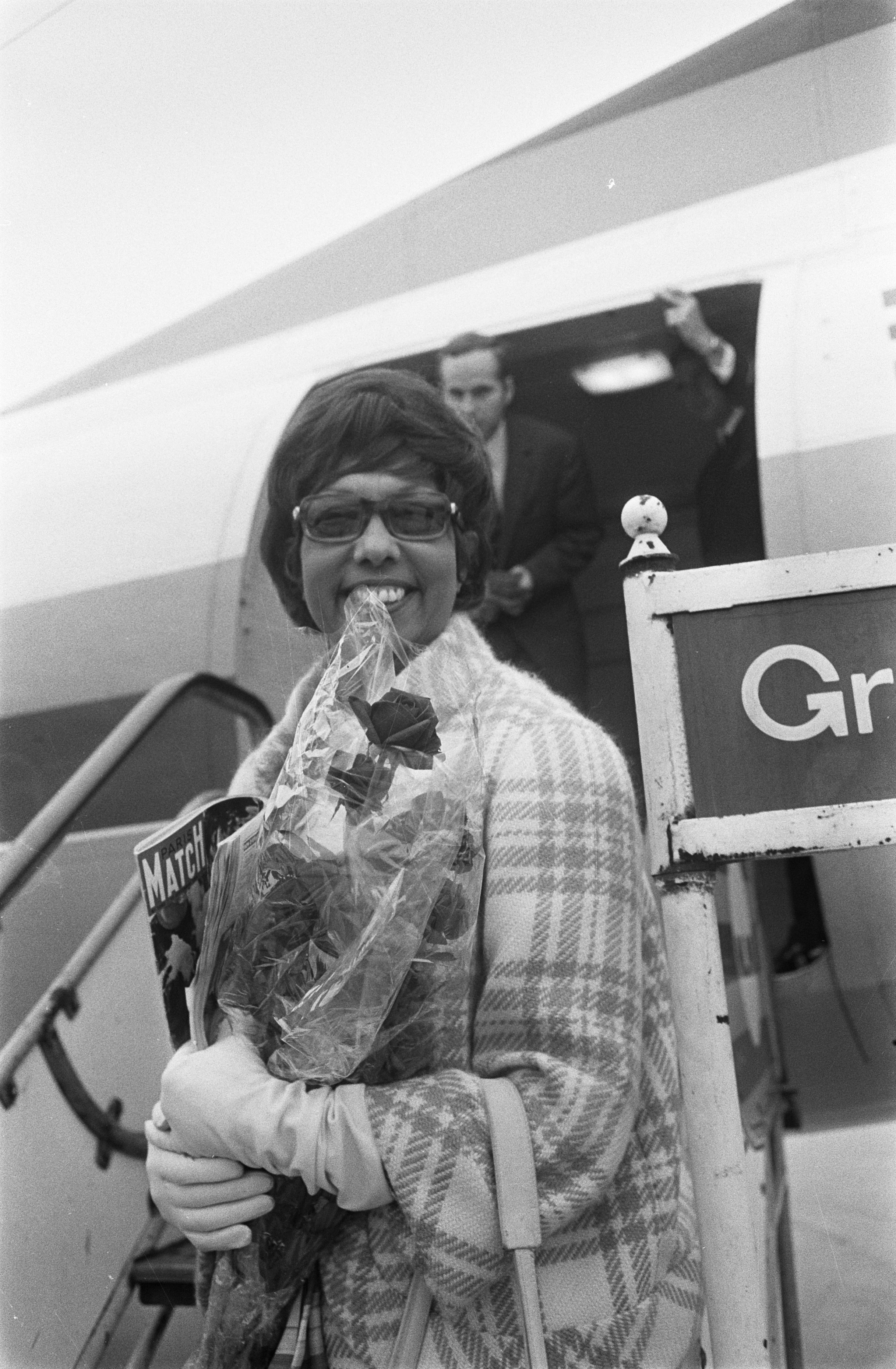
Josephine Baker geland op Schiphol, 10 september 1969

### Optredens in Nederland en België
Op 14 augustus 1928 arriveerde Josephine Baker per trein in Nederland voor een reeks optredens in Den Haag, Amsterdam en Rotterdam, waarbij zij door enthousiaste menigten werd onthaald, die haar bloemen toewierpen.
In Den Haag zong zij in het voormalige Scala-theater zelfs in het Nederlands een lied. Over Den Haag zei zij: In geen stad ben ik zo schitterend en enthousiast ontvangen als hier. Het Hollandse volk is niet koud zoals men beweert, het is een hartelijk volk. Hierna reisde ze naar Amsterdam, waar ze van 1 t/m 3 september dansvoorstellingen gaf in het Concertgebouw, met elke avond een aansluitend optreden tot middernacht in restaurant Trianon achter het Concertgebouw. Baker wilde op de laatste dag van haar optredens ook handtekeningen verkopen in het voormalige café Mille Colonnes aan het Rembrandtplein (waar nu Escape is gevestigd), ten bate van een radiofonds voor blinden. Door geruzie werd dat verplaatst naar de volgende dag, waarbij Baker uiteindelijk 140 gulden voor het goede doel wist in te zamelen, destijds een aanzienlijk bedrag. Ook in latere jaren is Baker nog een aantal malen in Nederland geweest, zoals in de Oudejaarsshow in 1964 in Theater Carré.
In mei 1930 slaagde Frans Wijnants er in om Josephine Baker zes optredens te laten geven in de Antwerpse Hippodroom.

### Definitief in Frankrijk
In 1936 vertrok zij, in gezelschap van haar grootste fan en beste vriendin, de Japanse Miki Sawada naar de VS en verwachtte een warm onthaal. Maar het werd een koude douche. Op Broadway speelde zij in het toneelstuk Ziegfeld follies, waarvoor Vincente Minnelli de decors en de kostuums had ontworpen, en Ira Gershwin de muziek had geschreven. De theaterrecensenten brandden haar optredens met racistische opmerkingen af; Time noemde haar een 'negermeid' zonder bijzonder talent. Ontgoocheld, mede vanwege de toegenomen rassendiscriminatie in de VS, en getroost door Miki, keerde zij deze natie de rug toe door terug te keren naar Frankrijk en nam zich voor zich definitief te vestigen in het land waar zij reeds met open armen was ontvangen en op handen werd gedragen. In Parijs voelde zij zich thuis en kon zij zijn wie zij was.

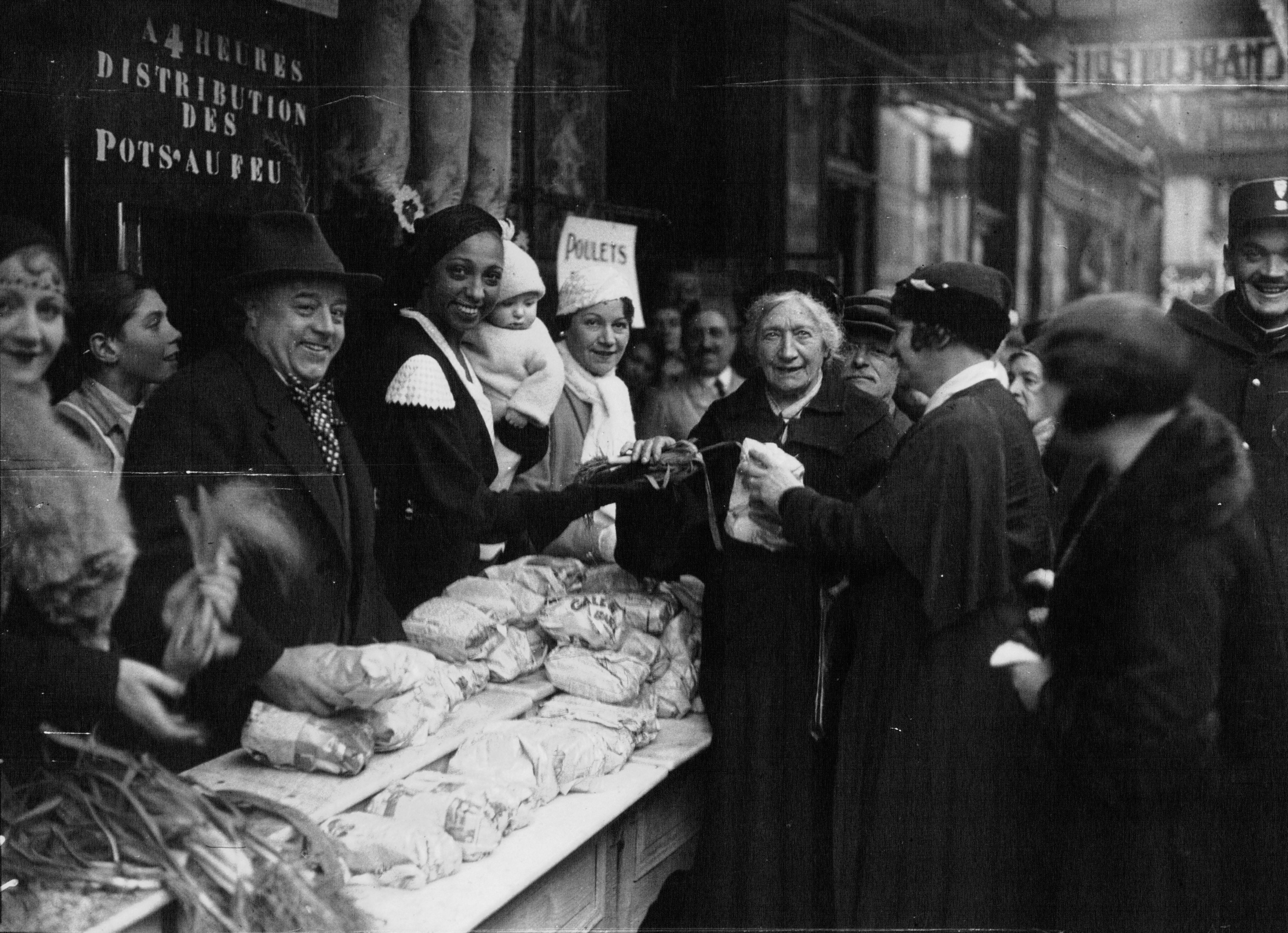
Josephine Baker actief tijdens de voedseldistributie in 1932.

### Le Vésinet
In de Parijse voorstad Le Vésinet kocht zij het dertig kamers tellende herenhuis Le Beau Chêne. Hier gaf zij financiële steun aan de armen uit de omgeving, werd peettante van de kinderen in het plaatselijk weeshuis en stelde de tuin van het huis open voor hen.

### Franse nationaliteit
In 1937 ging zij haar derde huwelijk aan, deze keer met de Franse suikerhandelaar, vliegenier en verzetsstrijder Jean Lion, die van Joodse afkomst was en eigenlijk Jean Levi heette, en hierdoor haar Franse nationaliteit verkreeg. Door vlieglessen van haar man behaalde zij haar 1e-graads vliegbrevet. In 1940 raakte zij zwanger, maar kreeg een miskraam. Het huwelijk werd in 1941 ontbonden, nadat was gebleken dat Lion er een minnares op na hield, en dat beiden een totaal verschillend doel nastreefden.

### Spionageactiviteiten
Over de spionageactiviteiten van Baker was tot 2020 weinig bekend. Oorzaken daarvan waren dat zijzelf niet prat ging op dit werk en er erg weinig over vertelde, dat de geheime diensten weinig tot niets loslieten over spionnen, en omdat archiefstukken over spionage geheim bleven, behalve in uitzonderlijke zaken, indien zij belangrijk waren voor het landsbelang en de geschiedenis. Doordat de toegang tot veel archieven, ook in Frankrijk, na 75 jaar werd geopend, konden geschiedschrijvers uit de tot dan toe gesloten bronnen putten. De gegevens van de Franse geheime dienst liggen opgeslagen bij Le service historique da la défence, dat is ondergebracht in het Château de Vincennes.
 
Voorts kan worden geput uit:
- London National Archives of Kew in Londen/Kew
- Churchill Archives Centre in Cambridge;
- Beinecke Rare Books in Yale;
- Reichssicherheitshauptamt (RSHA) in Berlijn;
- Archieven van de FBI.

### Aanzet tot verzet
In 1938 werden tijdens een tournee door Duitsland ammoniakbommen naar haar gegooid, terwijl er leuzen werden gescandeerd dat zij terug moest naar Afrika. Haar show in Berlijn had zij gepland voor een half jaar, maar brak deze na drie weken reeds af wegens verstoringen van haar optredens door nazistische activisten. Door haar anti-raciale houding zette dit voor haar de toon zich te keren tegen nazi-Duitsland. Na de Kristallnacht, waarbij Joden om het leven werden gebracht en Joodse winkels werden vernield, sloot zij zich aan bij de Internationale Liga tegen Racisme en Antisemitisme. Ook in Italië was zij niet welkom doordat Mussolini het haar verbood daar te verschijnen.

## Periode Tweede Wereldoorlog
Baker zelf stelt dat de periode van de Tweede Wereldoorlog de belangrijkste is geweest in haar carrière, en dat zij tijdens deze periode pas echt volwassen is geworden.
Toen in 1939, na de inval van nazi-Duitsland in Polen, Jacques Abtey, het hoofd van de Franse verzetsbeweging Résistance, merkte dat Baker zich, ten gevolge van de discriminatoire houding van Duitsland jegens kleurlingen zeer tegen het Duitse regime uitliet, en doordat zij op veel politiek interessante plekken optrad en haar verschijning een goede dekmantel zou vormen, mondde dat uit in zijn verzoek aan haar samen met hem spionagetaken te willen verrichten. Door haar beroemdheid kon zij zichzelf gemakkelijk uitnodigen op cocktailparty's op van ambassades, zoals die van Italië en Japan, waar zij informatie over de plannen van Mussolini kon vergaren of die van het neutrale Portugal, waarbij zij aan informatie over troepenbewegingen van de Duitsers kon komen. Zo werd zij als 'honorair correspondent' aan het Deuxième Bureau van de Franse militaire inlichtingendienst toegevoegd voor spionagewerk. Naar later bleek, had zij de perfecte eigenschappen voor een spion: intelligentie, alertheid, intuïtie en bovenal een beheerste, ijzige kalmte. Zij begon hiermee in haar woonplaats Le Vésinet. Vrijwel direct na haar aanstelling, kwam zij na bezoek aan een attaché van de Italiaanse ambassade met de verontrustende mededeling aan haar compagnon Abtey, waarvan nog geen enkele leider van de vrije landen land nog op de hoogte was: Mussolini zou een bondgenootschap sluiten met nazi-Duitsland, en met Hitlers plannen voor de verovering van Frankrijk meespelen. 

### Spionage
Omdat zij beschikte over een vliegbrevet, besloot zij in 1939-1940 hulpgoederen te gaan vliegen voor vluchtelingen in België en Nederland. Op aanraden van Abtey sloot ze zich aan bij de luchtvaartafdeling van het Franse Rode Kruis, de Infirmières-Pilotes Secouristes de l'Air (IPSA) en ving vluchtelingen op. Hierbij genoot zij een officiële status. Haar aantekeningen over wat zij hadden ervaren, verborg zij op haar handpalmen, onderarmen onder haar mouwen en op briefjes op lichaamsplekken waar het ongepast zou zijn haar daar te onderzoeken. 

Nadat zij in 1941 was gescheiden van Lion en weigerde in het door de Duitsers bezette deel van Frankrijk op te treden, verliet zij haar woning in Le Vésinet en vertrok naar Dordogne, dat in de Vrije Zone lag en waar een wapenstilstand gold. Daar huurde zij het verlaten en vervallen Château des Milandes, waarin zij samen met Abtey, met wie zij ondertussen een relatie had gekregen, en haar artiestengezelschap verbleef en een radiozend- en ontvangstinstallatie in de toren van het gebouw aanbracht. Hier vormde zij de verzetsgroep Milandes, die verder bestond uit belangrijke lieden uit de omgeving. Ook bood zij hier onderdak aan een met haar meegereisd Joods vluchtelingenechtpaar uit Oost-Europa, en voorzag hen van valse paspoorten. In de kelders hield zij verzetslieden verscholen en had zij een wapenopslag. Zij wist echter de Duitse officier van wapenstilstandscommissie met zijn manschappen, die na te zijn getipt en die het kasteel op verborgen wapens wilden inspecteren, met haar koele houding en zorgvuldig gekozen bewoordingen en verwijzend naar haar afkomst van scalperende Indianen, de deur te wijzen. Enkele weken daarna vluchtte zij met haar gezelschap, menagerie en attributen, en een hoeveelheid door het verzet aan haar toegespeelde documenten, op een in Vichy verkregen geheime missie, door de nabije grens bij Pau over te steken naar de vijandige dictatuur Spanje, en met het doel met haar gezelschap verder te reizen naar het neutrale Portugal. Zij liet voorkomen dat Abtey haar reismanager Jacques Hébert was; hij had in zijn paspoort bij 'beroep' de vermelding Artiest staan. Zij reisden met de trein door naar Madrid met de bedoeling met de Rapido, de slaapsneltrein naar Lissabon door te reizen, maar Abtey wijzigde het plan, omdat zij onderweg et een aantal controles te maken konden krijgen. Door met het vliegtuig verder te reizen, hadden zij maar een controle. Bij het vliegveld aangekomen bleken alle beschikbare vliegtuigen reeds te zijn voorzien van Duitse hakenkruizen. Na een escort door een Duits jachtvliegtuig gedurende veertig kilometer, wat Abtey nerveus maakte, vloog het vliegtuig alleen verder naar Portugal. 

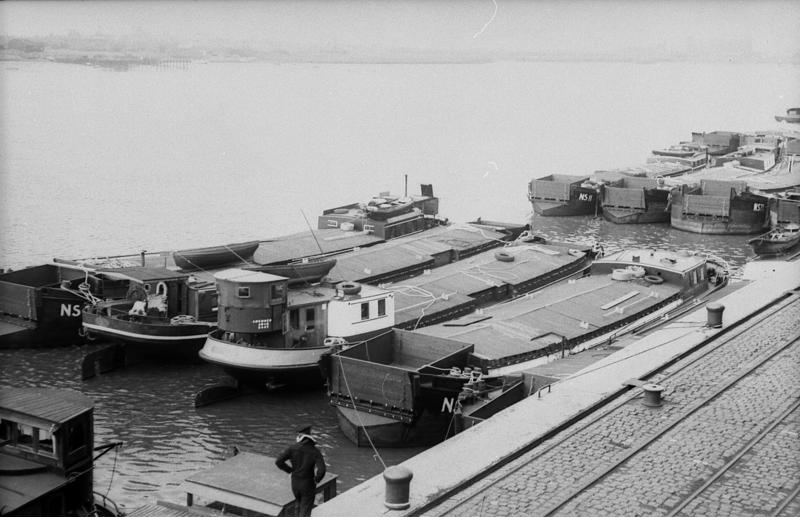
Een van de door Baker aan de SIS-agenten in Lissabon doorgespeelde foto's van landingsvaartuigen, die bestemd waren voor Unternehmen Seelöwe in 1940.

 Daar aangekomen kon de missie worden volbracht door de documenten met lijsten over bases van de Luftwaffe in Frankrijk en daar gestationeerde typen vliegtuigen, via agenten van de Britse geheime dienst SIS aan de Franse regering in ballingschap te Londen door te laten sturen. Deze informatie was verborgen in haar bagage, in aantekeningen met onzichtbare inkt op de partituren van 'J'ai Deux Amours', en bevatte foto's van Duitse landingsvaartuigen die zouden moeten worden ingezet bij de aanval op Groot-Brittannië bij de Unternehmen Seelöwe (Operatie Zeeleeuw). Voorts droeg zij een in haar bh verborgen microfilm bij zich met namen van spionnen van de Abwehr, die eveneens werd doorgespeeld aan de instaties in Londen.
 In Lissabon verrichtte zij via de ambassades van de asmogendheden spionageactiviteiten voor Vrij Frankrijk, door het verzamelen van informatie over Duitse troepenverplaatsingen, Japanse op handen zijnde oorlogsactiviteiten, over havens en vliegvelden, en alles door te spelen via de SIS-agenten naar Londen. Aan journalisten deed ze voorkomen naar Lissabon te zijn gekomen om daar op te treden en daarna door te reizen naar Rio de Janeiro.

### Noord-Afrika
In Lissabon ontving zij in november 1940 een telegram vanuit Londen, waarin haar verzocht werd zich in Marseille te melden bij het geheime hoofdkwartier van het verzet. Deze keer moest zij alleen reizen en wilde met de nachttrein, de Rapido, reizen. Abtey praatte haar om weer het vliegtuig te nemen, vanwege de vele controles in de trein. Dit redde haar het leven, want op die nacht van 3 december 1940 reed de Rapido frontaal op een tegemoetkomende trein en kwamen bij dit ongeval tweehonderd passagiers om, terwijl zij lagen te slapen.

In Marseille kreeg zij de opdracht weer te gaan optreden in een show die zij jarenlang niet had gespeeld om geld te genereren voor het verzet. Samen met een vriend die zij uit de Parijse showwereld nog kende zette zij een show op, die slechts twee weken duurde, omdat zij van het hoofdkwartier van het verzet de waarschuwing kreeg dat zij op een zwarte lijst zou staan van de Abwehr, de Duitse geheime dienst. Er werd voor haar geregeld dat zij op doktersadvies een warme streek moest opzoeken, maar ook dat er bij haar werkelijk een longaandoening was geconstateerd. Haar contract mocht van de theaterdirectie, die haar werk voor het Franse verzet huldigde, worden verbroken en de show werd afgeblazen. Met spoed werd voor haar en Abtey die zich vanuit Portugal weer bij haar had gevoegd een hut gereserveerd op de laatste boot, voordat die geconfisqueerd werd door de Duitsers, een reis naar Algiers geboekt. Omdat zij haar dieren op het kasteel niet langer in de steek wilde laten, haalde zij die op en maakte het hele gezelschap onder het mom van optreden in Marokko de reis. In de haven van Algiers werd zij echter door de Vichy-politie gearresteerd. Het bleek dat de theaterdirectie in Marseille toch op het besluit was teruggekomen haar te laten gaan en daarbij hun restbetaling mis te lopen. Toen zij die som via de politie had voldaan, mocht zij verder reizen. Hierna volgde een 1200 kilometer lange reis naar Casablanca. Het doel was via Casablanca en Tanger per schip weer terug te gaan naar Portugal om daar geheime documenten van het hoofdkwartier van het verzet af te leveren onder het mom van optredens in Lissabon door te reizen naar Portugal. Om onduidelijke redenen mocht Abtey niet verder reizen dan Casablanca en moest haar alleen verder laten gaan.
In Lissabon speelde zij enkele voorstellingen, maar hield zich hoofdzakelijk bezig met het inwinnen van inlichtingen tijdens uitnodigingen op ambassades van Italië en Japan, en feestjes in de hogere kringen. Haar aantekeningen schreef zij op haar handpalmen en op haar door kleding bedekte haar onderarmen totdat zij onverwacht een bevel kreeg alle contacten met het onderbemande SIS in Lissabon te verbreken en terug te keren naar Casablanca en verder te reizen naar Marrakesh, naar machtige vrienden, waarvan een pasja haar een onopvallende villa bij diens zwager aanbood in de Medina. Onopvallend gekleed in een djellaba, bewoog zij zich op straat en leerde er Berber-liederen van de dochters van de zwager van de pasja. Door uitblijven van verdere berichten vanuit Londen naar Casablanca, besloot Abtey zich weer bij Baker te voegen. Kort daarna ontvingen zij het verontrustende bericht dat Duitse troepen via Spanje naar Spaans-Marokko waren overgestoken. Generaal Franco had een Spaans-Duitse alliantie aangegaan, waardoor de Duitsers zich vrijelijk konden bewegen in Spanje en ook het naziregie zich daar liet gelden. De nazificatie van Frans Noord-Afrika leek op handen. Om verdere inlichtingen te verkrijgen besloot Baker een aantal voorstellingen te organiseren in Spanje en vertrok via Casablanca en Tanger naar Barcelona. Daarna volgden optredens in Sevilla en Madrid, waarbij ze geen enkele uitnodiging op ambassades, consulaten en huizen van notabelen afsloeg. Haar aantekeningen verborg zij op snippers papier onder haar kledij, vastgepind op haar ondergoed. Eind juni 1941 had Baker haar aantekeningen kunnen bezorgen in Marrakesh. Vlak hierna werd zo ernstig ziek en werd geconstateerd dat zij aan beginnende peritonitis leed en dat zij in kritieke toestand 150 km verderop moest worden opgenomen in een ziekenhuis in Casablanca. Oorzaak was waarschijnlijk een geïnfecteerde naald die gebruikt was om contrastvloeistof in te spuiten voor het eerder die week verrichte röntgenonderzoek naar de longaandoening, die zij in Marseille had opgedaan. De uitslag daarvan was positief. Zij onderging in de Mers-Sultan kliniek diverse operaties, waarbij ook haar baarmoeder moest worden verwijderd en voor een periode van 19 maanden werd opgenomen. De infectie kwam daarbij een aantal malen terug en bracht haar op de rand van de dood, maar uiteindelijk zette het herstel zich toch in. Aangezien zowel Baker als Abtey hier nu waren gestationeerd, kreeg zij tijdens haar herstel doorlopend bezoek, waarbij haar kamer fungeerde als plek om informatie uit te wisselen tussen informanten en verzetslieden. Ten gevolge hiervan landden op 9 november 1942 de alliantie van Amerikanen en Britten aan de noordkust van Noord-Afrika (operatie Torch).
Toen zij op een dag vernam dat Maurice Chevalier, met wie zij in 1938 nog in het Parijse Casino had opgetreden, maar die onder het naziregime en het Vichy-regime gewoon doorging met optreden en daardoor door Baker als collaborateur werd gezien, hetzelfde ziekenhuis bezocht, ontstak zij in woede. Chevalier deed tegenover de pers alsof hij haar had bezocht en merkte op: 'Arm kind. Ze overlijdt zonder één stuiver', wat door de pers werd opgevat dat zij was overleden en als nieuws wereldwijd werd verspreid. Een in het hotel verblijvende verslaggever zocht haar echter enige tijd later op en Baker drukte hem op het hart het nieuws te verspreiden dat ze gewoon in leven was. Dit nieuws werd via de Associated Press verspreid, waarbij The New York Times op 6 december 1942 met de primeur kwam.

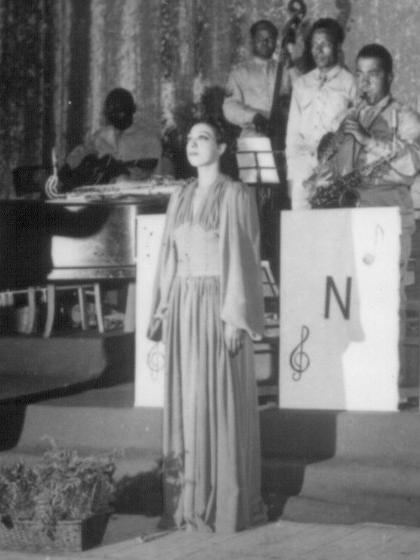
Josephine Baker zingt het Franse volkslied als de finale van de show die werd gehouden in het Municipal Theatre te Oran (Algerije), 17 mei 1943.

 Op 1 december 1942 werd zij uit het ziekenhuis ontslagen. Terug in Marrakesh nam ze haar intrek in het Mamounia Hotel en het besluit zich geheel in te zetten om als onbezoldigd soldaat het Vrije Frankrijk te dienen en op eigen kosten optredens te organiseren. Maar vlak voor de Kerst had ze een paratyfus-infectie opgelopen, waarbij ze weer zware koortsaanvallen kreeg.
Om het inmiddels geallieerde leger, dat bestond uit soldaten van het Britse, Amerikaanse en Franse Vrije strijdkrachten, te motiveren organiseerde zij in de zomer van 1943 optredens in een tour door de woestijn rijdend in konvooi in haar jeep en gevolgd door een luxeauto, achter de zich verplaatsende troepen, die tegen de Duitse en Italiaanse troepen van  Afrikakorps van generaal Rommel vochten. Omdat zij weigerde betaald te worden had zij een aantal van haar in haar kasteel opgeslagen juwelen laten veilen om de haar tournee langs diverse Franse Noord-Afrikaanse en in het Midden-Oosten gelegen geallieerde legerplaatsen, zoals Algiers, Tunis, Tripoli (Libië), El Alamein, Alexandrië, Caïro, Jeruzalem, Damascus, en Beiroet te financieren. De tour bracht drie miljoen Franse francs op die zij aan het Franse verzet doneerde. Tijdens deze tour werd zij weer geconfronteerd met segregatie: in het Amerikaanse leger, waar blanke en gekleurde legereenheden bestonden. Ook aan Britse zijde vond segregatie plaats door tijdens een van haar optredens het terrein van haar optreden alleen voor de Britten toegankelijk te houden. 
Toen zij hoorde over de zwaarste gevechten van de geallieerden tegen het Duitse Afrika-korps in Tunesië, wilde zij de moraal van de Franse troepen opvijzelen, maar geheel tegen haar wil in werd haar die mogelijkheid door generaal Giraud, de rivaal van generaal De Gaulle, onthouden. Vervolgens benaderde een officier van de ENSA, haar om als een van de weinige artiesten die voor de troepen in Noord-Afrika te vinden waren, een contract aan te bieden voor 1 jaar. In juni 1943 werd zij naar Libië gevlogen en voerde de ENSA-tour haar naar Egypte en Syrië. Daar trad zij behalve voor Britse troepen op eenheden uit België, Griekenland, Australië, Zuid-Afrika, Tsjechoslowakije, Nieuw-Zeeland, Canada en andere landen van het Britse Gemenebest. Tijdens deze tournee trok zij op met de Britse entertainers Laurence Olivier en Noël Coward, een voormalig SIS-agent, die vermeld stond in Hitlers beruchte zwarte boekje. In Caïro schopte ze een rel door te weigeren te dansen voor de koning Faroek van Egypte zolang hij weigerde te kiezen voor de geallieerde kant. Faroek regelde een optreden voor haar en daarmee zijn keuze voor een Frans-Egyptisch vriendschapsverbond. Het Atlantisch Handvest had de Noord-Afrikaanse landen politiek instabiel gemaakt, waardoor opstanden konden gaan uitbreken en antikoloniale agressie kon oplaaien. Dat maakte Baker ongerust en weer was zij daardoor begonnen allerlei aantekeningen te verzamelen, die zij bij haar terugkomst in Marokko overhandigde aan Abtey, die de informatie verder doorspeelde aan de hogere instanties. Daar kwam het verzoek vandaan of zij zou willen optreden voor de Vrije-Franse-troepen onder directe patronage van De Gaulle zelf. Hierdoor zou zij het moreel van de troepen opvijzelen én geld inzamelen voor de verzetsgroepen in Frankrijk. Bovendien zou zij zich weer kunnen inzetten om inlichtingen te verzamelen, nu onder de bewoners van de Noord-Afrikaanse landen. Hiermee stemde zij in. Omdat De Gaulle zeer geïnteresseerd was in wat zij en Abtey zouden ontdekken, reisden ze vele malen tussen Marokko en Caïro heen en weer. In hun verslagen gaven zij waarschuwingen, die echter met onverschilligheid, ongeloof en vijandigheid werden beantwoord.
In Algiers ontving zij in de zomer van 1943 tijdens een bal in het Operagebouw van generaal De Gaulle een door Cartier vervaardigd klein gouden Lotharingerkruis, dat zij twee maanden daarna liet veilen. De voor die tijd enorme opbrengst van 350.000 Franse francs schonk zij aan het Franse verzet.
Ten gevolge van de lange en loodzware woestijntochten was Baker in de winter van 1943 opnieuw doodziek geworden, zo erg dat Abtey tijdelijk werd ontheven van zijn taak en haar moest bijstaan. Er deden geruchten de ronde dat zij vergiftigd zou zijn. Voor de vierde keer moest zij een operatie aan haar buik ondergaan, waarbij zij weer op het randje van de dood balanceerde.

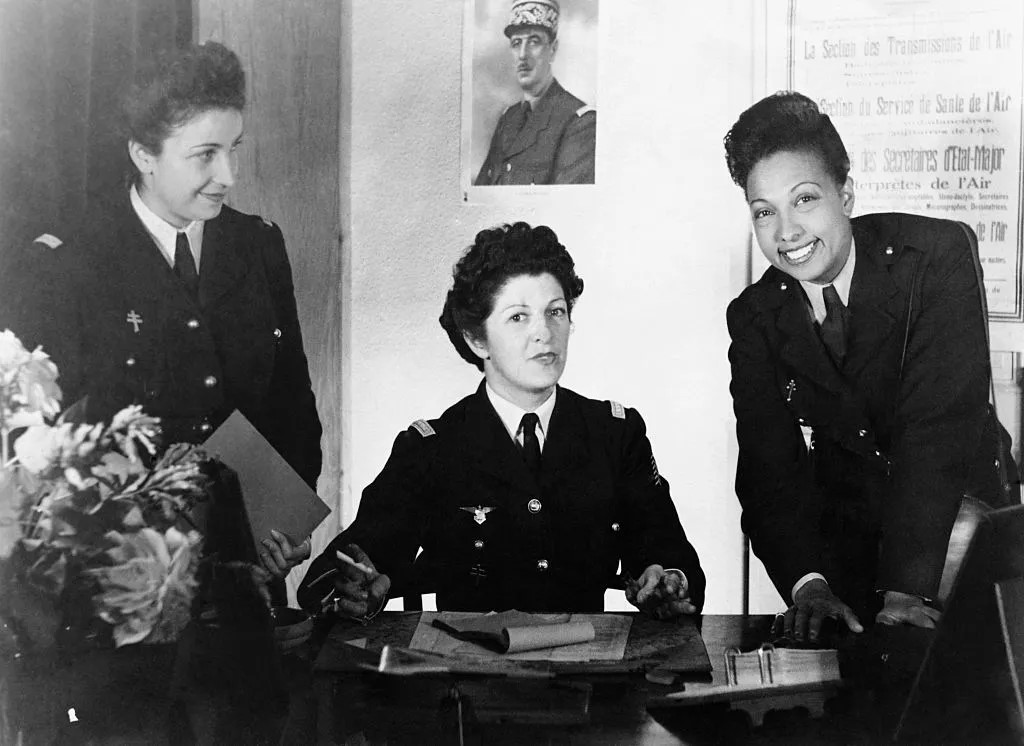
Commandant Alla Dumesnil-Gillet en tweede luitenant Josephine Baker in Algiers, 1944. Op de achtergrond een portret van generaal De Gaulle, aanvoerder van het FFL.

### Franse luchtmacht
Op 23 mei 1944 werd zij voor de duur van de oorlog officieel ingelijfd bij de door generaal René Bouscat op 1 januari 1944 opgerichte AFAT, in het onderdeel auxiliaires féminines de l'armée de l'air (vrouwenhulpkorps van de Franse luchtmacht, opgericht op 1 februari 1944). Zij kreeg de rang van tweede luitenant met de functie van communicatieofficier en een luchtmacht uniform. Haar loon stond zij af ten behoeve van het ziekenhuis in Algiers. Zij verscheen vanaf dan zowel in uniform als in burgerkledij, waarvoor zij toestemming van generaal Bouscat had gekregen. Zij diende onder commandant Alla Dumesnil-Gillet, die in 1940 werd onderscheiden met het Croix de Guerre.

### Bevrijding
Op 6 juni 1944 moest de Coudron C.440 Goéland, die Baker en andere manschappen naar Corsica vervoerde, en dat reeds bevrijd was sinds september 1943, een noodlanding maken op het water nabij de haven van Chiavari. De gestranden, die hun toevlucht zochten in het ruim en op de vleugels van het vliegtuig, werden gered door een detachement Senegalese scherpschutters van het koloniale Franse leger, dat hen zwemmend aan wal bracht. Baker had slechts een paar schrammen overgehouden van de landing. Op het eiland trad zij weer een aantal malen op voor de militairen.
In oktober 1944 arriveerde zij met een Liberty-schip in Marseille en keerde diezelfde maand terug naar haar geliefde Parijs, waar zij werd door de bevolking als een held werd onthaald, terwijl zij in een auto werd gereden en ladingen bloemen toegeworpen kreeg. Ze zong op 20 november 1944 in Belfort voor de troepen van generaal de Lattre de Tassigny en trad in de winter van 1944/45 op met een tournee door heel Europa.
Tijdens de Bevrijding zette ze haar activiteiten voor het Rode Kruis voort en zong ze voor de soldaten en verzetsstrijders aan het front, waarbij ze met haar muzikanten de voortgang van het 1e Franse Leger volgde. Ze werd uiteindelijk gedemobiliseerd op 1 september 1945.

### Buchenwald
In 1945 trad zij in Berlijn op voor de geallieerden en toen gevraagd werd door het geallieerd oppercommando of er een artiest naar kamp Buchenwald wilde gaan om de gevangenen een hart onder de riem te steken, was zij de enige die zich daarvoor aanmeldde. Het kamp was getroffen door tyfus en de gevangenen waren uitgemergeld. Ondanks dat zij zwaar werd getroffen door wat zij daar aantrof, trachtte ze de gevangenen toch te troosten en troost te bieden.

### Onderscheidingen
In 1946 werd zij weer met spoed, nu voor een periode van meer dan vier maanden opgenomen in het ziekenhuis voor een vijfde operatie binnen vijf jaar. Op 6 oktober 1946 kreeg zij tijdens dit verblijf ceremonieel uitgereikt door kolonel de Boissoudy, in het bijzijn van madame de Boisseau (een dochter van generaal De Gaulle) de onderscheiding médaille de la Résistance française avec rosette, en werd haar een bijbehorende persoonlijke brief van Charles de Gaulle overhandigd. Doordat deze onderscheiding in tegenwoordigheid van de pers haar werd toegekend, verscheen in de kranten voor het eerst het bericht dat zij voor het Franse verzet had gewerkt en spionagewerk had verricht, onder de dekmantel van haar optredens.

Voor haar verzetsactiviteiten kreeg zij, ondanks tegenwerking vanuit het Franse leger, maar pas na de tussenkomst van generaal Gaston-Henri Billotte (de persoonlijke stafchef van generaal De Gaulle), generaal René Bouscat (stafchef van de luchtmacht), en Alla Dumesnil-Gillet (de hiërarchische meerdere van Joséphine Baker in Noord-Afrika, die rapporten schreef over haar dienstverband tijdens de oorlog), eindelijk in 1961 de officiële erkenning die ze verdiende voor haar patriottische inzet: de onderscheidingen Croix de Guerre en Ordre national de la Légion d'honneur door generaal Martial Valin in de tuin van haar kasteel op haar luchtmacht uniform opgespeld.

## Voortzetting carrière

### Cuba
In 1952 ondernam zij een tour door Latijns-Amerika en in 1953 bezocht zij Havana op Cuba. Op 18 februari dat jaar werd zij gearresteerd door de Cubaanse militaire geheime dienst op verdenking van communistische activiteiten, begaan in 1936 als lid van de Communistische Partij, Le Front Populaire en een concerttour door de Sovjet-Unie. Ze werd op de zwarte lijst geplaatst en na haar optreden zwoer zij nooit meer terug te komen, zolang Fulgencio Batista aan de macht was.
Ter gelegenheid van de zevende verjaardag van de revolutie in 1966, nodigde Fidel Castro haar uit om op te treden in het "Teatro Musical de La Habana" in Havana. Dat werd een groot succes. Een andere reden van Castro voor de uitnodiging was om steun te betuigen aan de oprichting van de Tricontinental, een unieke organisatie gericht op het verenigen van revolutionaire groepen die allemaal de wens deelden om een einde te maken aan de kolonisatie in Afrika, Azië en Latijns-Amerika. Dit trok ook de aandacht van president De Gaulle van Frankrijk, die hoopte een vredesakkoord te sluiten tussen de presidenten Ho Chi Minh en Lyndon B. Johnson, onderhandelen over een gunstig einde van het conflict in Vietnam en de Fransen rijp te maken voor vertrek uit de NAVO.  
In 1968 bezocht Baker Joegoslavië en trad op in Belgrado en Skopje. 

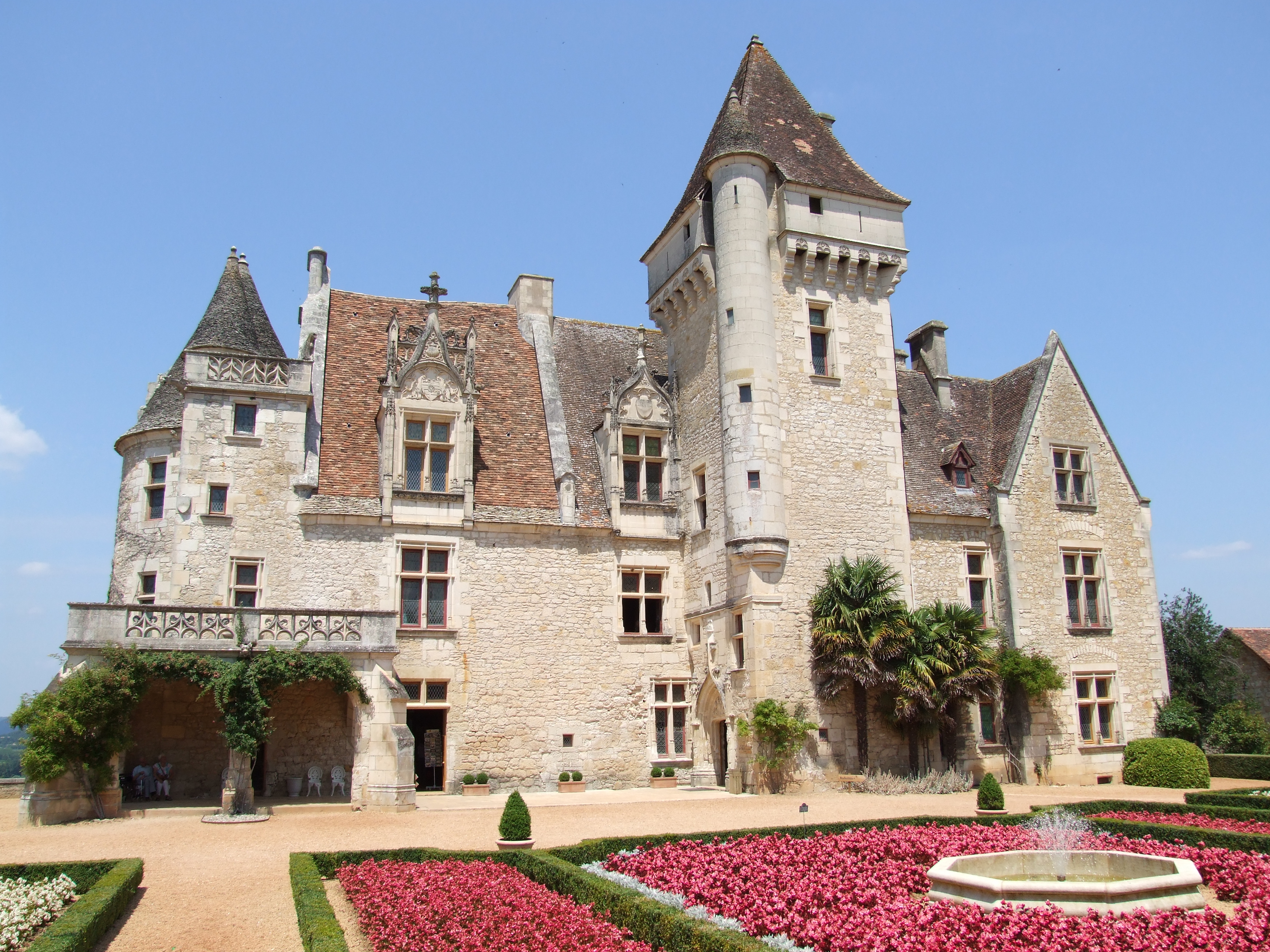
Château des Millandes (2009)

## Financiële problemen
In 1964 was Baker zo in financiële problemen geraakt, dat ze Château des Milandes ter veiling aanbood. Zowel het onderhoud en het personeel van het kasteel, als de belastingdienst vormden een te grote financiële last. Een ontroerde en bezorgde Brigitte Bardot stuurde haar, ondanks dat ze elkaar niet direct kenden, een cheque met een groot geldbedrag, waardoor ze nog een tijd kon blijven wonen op het kasteel. Uiteindelijk werd het kasteel in 1968 voor een tiende van de waarde verkocht, maar Baker mocht er uiteindelijk nog tot 1969 blijven wonen. Door prinses Gracia van Monaco, die een goede vriendin van haar was, werd haar accommodatie in Ròcabruna voor de rest van haar leven aangeboden, en nodigde haar uit in Monaco voor liefdadigheidsshows.

## Laatste levensjaren
Ook geholpen door het Rode Kruis keerde Josephine Baker terug naar het Parijse podium van het Olympia in 1968. 
Tijdens de Parijse studentenrevolte in mei 1968, waarin het gaullistische regime aan het wankelen werd gebracht, liep zij op de Avenue des Champs-Élysées mee in de kop van de grote demonstratie ter ondersteuning van de president.
In 1973 trad zij op in Belgrado. Ook in 1973 werd zij na haar succesvolle carrière in Europa in de VS pas als ster gewaardeerd met haar zangoptreden in New York’s Carnegie Hall en kreeg zij staande ovaties. Er volgden in 1974 optredens in The Royal Variety Performance en het Palladium in Londen. In datzelfde jaar was zij in Parijs op het Circus Gala.
Op 24 maart 1975 huldigde zij, om haar vijftigjarige artistieke carrière te vieren, in Parijs de retrospectieve Joséphine a Bobino in, waarvan prins Reinier III en prinses Gracia tot de beschermheer en -vrouwe behoorden. In de zaal waren onder andere Alain de Boissieu (schoonzoon van Charles de Gaulle), Sophia Loren, Mick Jagger, Mireille Darc, Alain Delon, Jeanne Moreau, Tino Rossi, Pierre Balmain als eregast aanwezig. De show, waarvoor alle stoelen al weken van tevoren waren verkocht, kreeg alleen maar lovende kritieken. Na de show waren 250 mensen uitgenodigd voor een diner in het Hôtel Le Bristol.

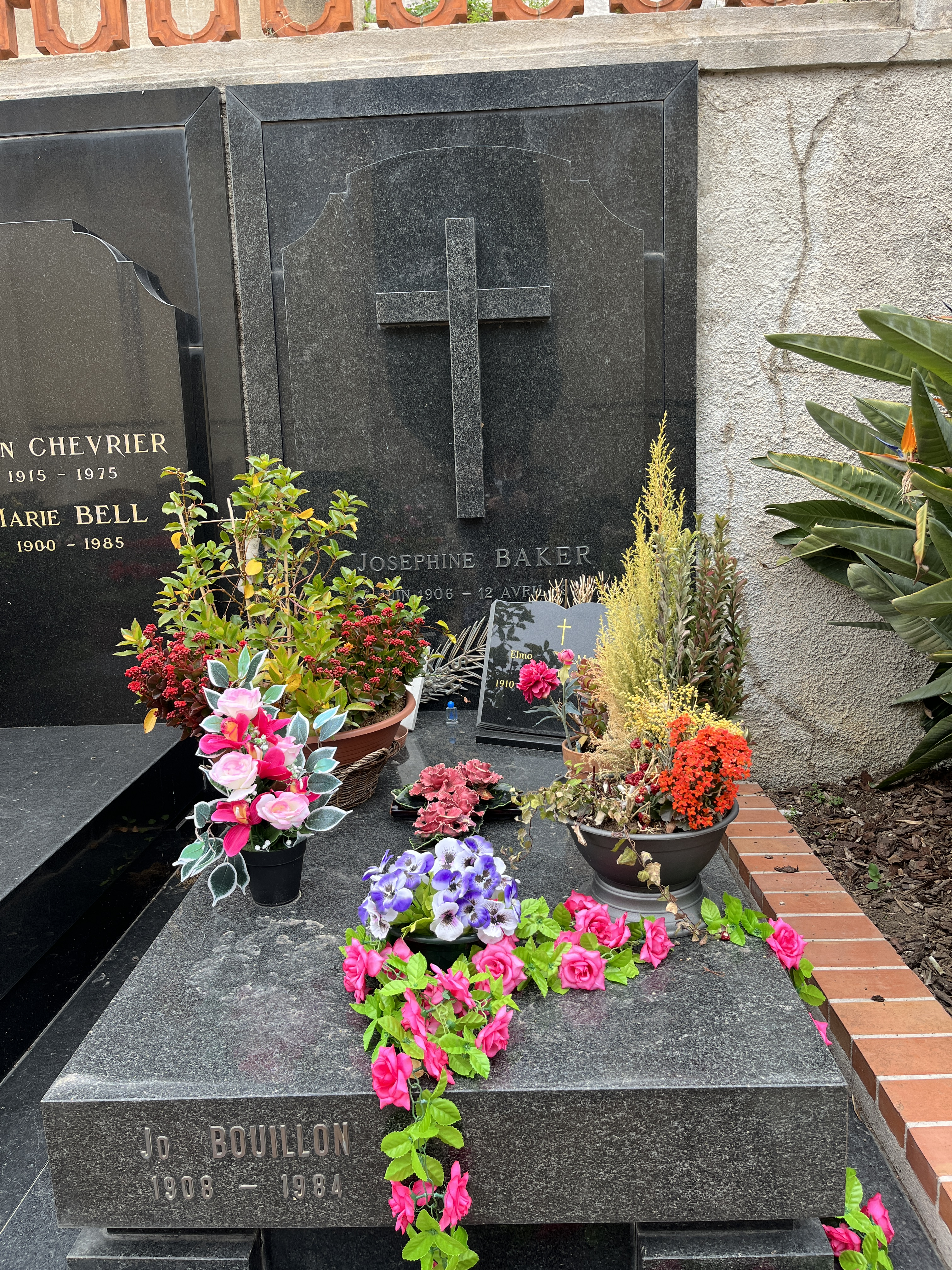
Graf van Josephine Baker, haar laatste echtgenoot Jo Bouillon, haar zwager Elmo Wallace en stiefzus Margaret 'Meg' Martin Wallace.

## Overlijden
Op 12 april 1975, vier dagen na de opening van een succesvolle première van een nieuwe revue ter ere van haar 50-jarig jubileum op het podium, werd Baker in coma in bed gevonden. Ze had een hersenbloeding gehad. Zij werd overgebracht naar het ziekenhuis Pitié Salpêtrière in Parijs, waar zij overleed.
Door de Franse regering werd zij geëerd door 21 saluutschoten, een uitzonderlijke gebeurtenis.
Baker kreeg een volledige katholieke begrafenis in L'Église de la Madeleine, waar meer dan 20.000 rouwenden op afkwamen. De enige in Amerika geboren vrouw die volledige Franse militaire eer ontving bij haar begrafenis was de gelegenheid van een enorme processie. Na een familiedienst in de Eglise Saint Charles in Monte Carlo, werd haar stoffelijk overschot begraven op het Cimetière de Monaco.
Op Château des Milandes is een expositie van wassen beelden, kleding en voorwerpen te zien over haar leven, en waar een kamer is gewijd aan haar oorlogsactiviteiten.

## Panthéon
Op 30 november 2021 werd Joséphine Baker geëerd door middel van een zogenoemd cenotaaf in het Panthéon te Parijs, de erebegraafplaats voor grootheden uit de Franse geschiedenis, zoals Voltaire, Victor Hugo, Marie Curie, Pierre Curie en Louis Braille. Het was een eerbetoon vanwege haar verzetswerk in de Tweede Wereldoorlog, inzet als activiste voor gelijke rechten en haar maatschappelijk belang in brede zin.

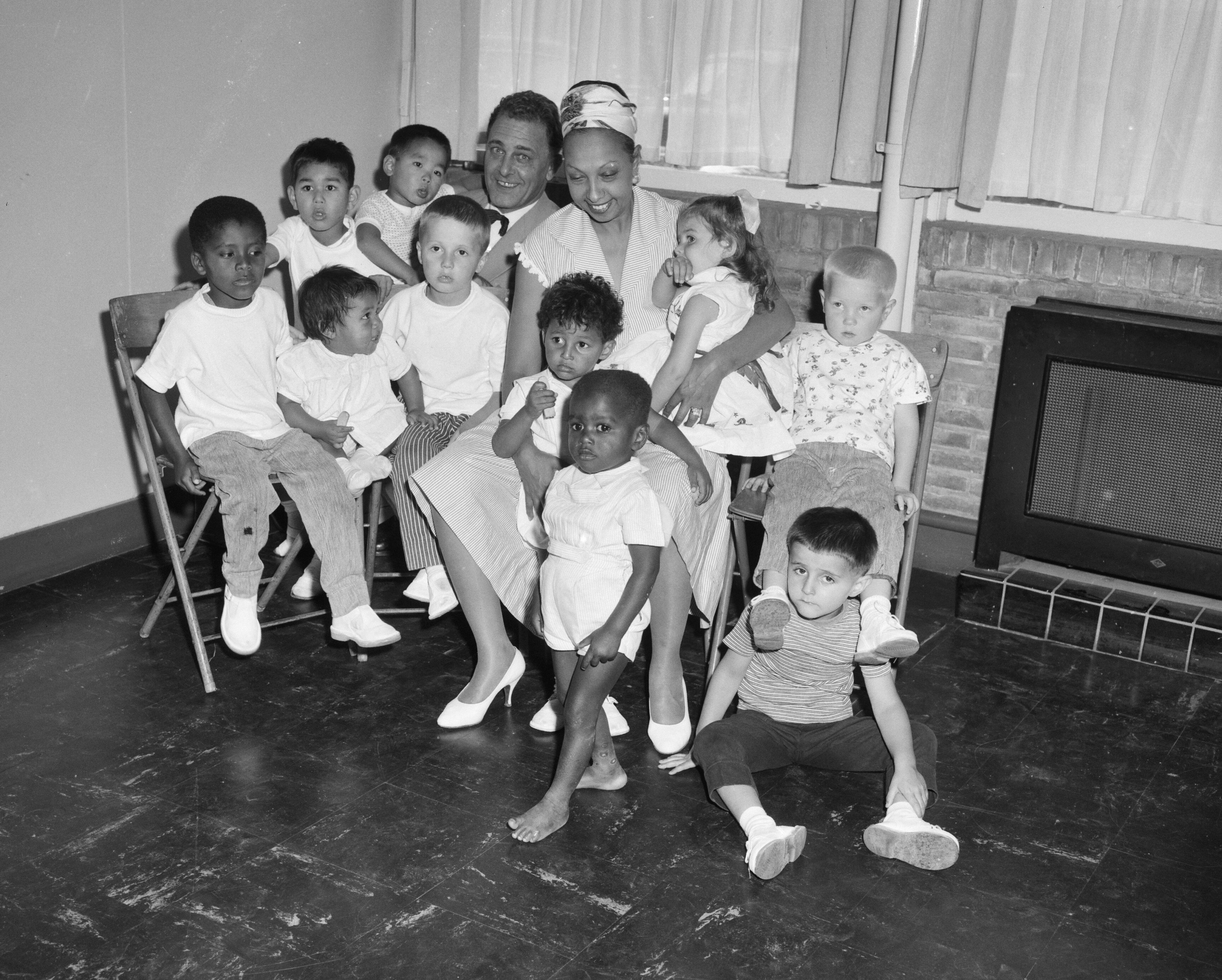
Josephine Baker, Jo Bouillon en tien van haar regenboogkinderen in Rotterdam (1959)

Baker ligt, samen met haar man en een deel van haar familie, begraven in Monaco, hetgeen zo blijft op verzoek van haar familie. Bij haar cenotaaf werd wat aarde uit Monaco gelegd, benevens aarde uit Parijs en Saint Louis, alsmede het Château des Milandes in de Dordogne, waar zij met haar familie heeft gewoond.

## Regenboog-kinderen
In 1947 trouwde zij met de componist, dirigent en violist Jo Bouillon. Beiden wilden een gezin stichten en aangezien Baker geen kinderen meer kon krijgen, vonden zij de oplossing in adoptie van twaalf kinderen. Om te onderstrepen dat Baker voor iedereen gelijke kansen en rechten nastreefde, nam zij uit verschillende delen van de wereld kinderen op en voedde die op met de voor hen belangrijke waarden van het leven, zoals humanisme, godsdienst et cetera. Zij bood haar pleegkinderen huisvesting op haar Château des Milandes dat zij in 1947 had gekocht, en nodigde vele prominenten uit te komen kijken naar de kinderen, hoe die daar in alle vrijheid speelden en opgroeiden. Vanwege dat de kinderen van allerlei rassen afkomstig waren en allerlei kleuren hadden, noemde zij hen de Regenboog-kinderen. Zij schreef in samenwerking met haar toenmalige echtgenoot Jo Bouillon hierover in 1957 het boek La tribu arc-en-ciel, dat in Nederland in 1958 als De Regenboog-kinderen werd uitgebracht, samengesteld en geïllustreerd door Piet Worm.

## Rechtenactivisme

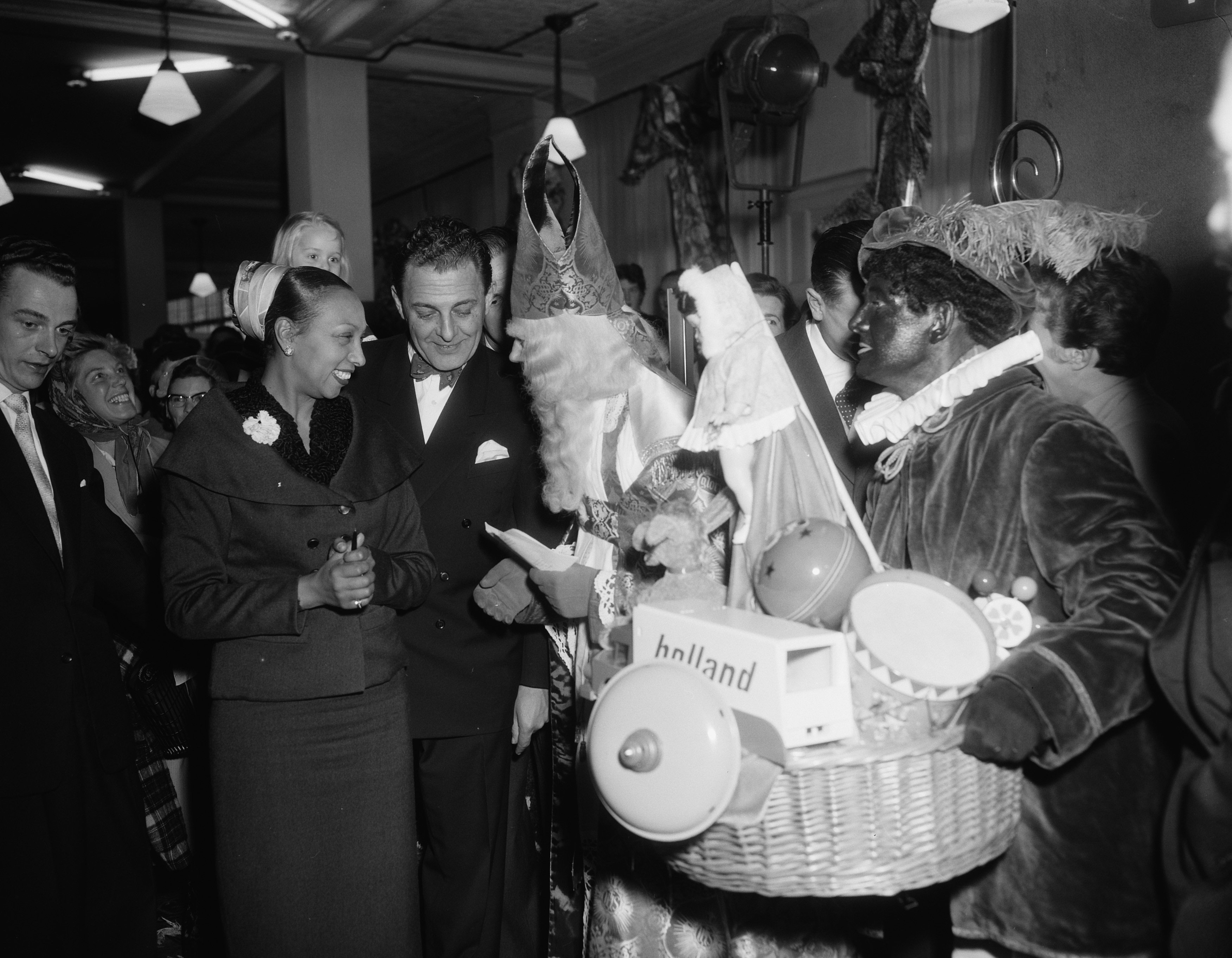
Josephine ontmoet Sinterklaas en Zwarte Piet in een vestiging van V&D te Amsterdam (1957)

Baker zette zich na de oorlog in voor de rechten van Afro-Amerikanen. Zo weigerde ze zelf in gesegregeerde zalen op te treden. In 1951 werd haar de toegang tot een club in New York geweigerd. Grace Kelly, die wel binnengelaten was, besloot meteen het pand te verlaten met al haar vrienden en nooit meer terug te komen. Hierna werden Baker en Kelly goede vrienden. In 1963 was ze de enige vrouwelijke spreker tijdens de March on Washington,  waar ook Martin Luther King zijn befaamde speech met "I Have a Dream" uitsprak.

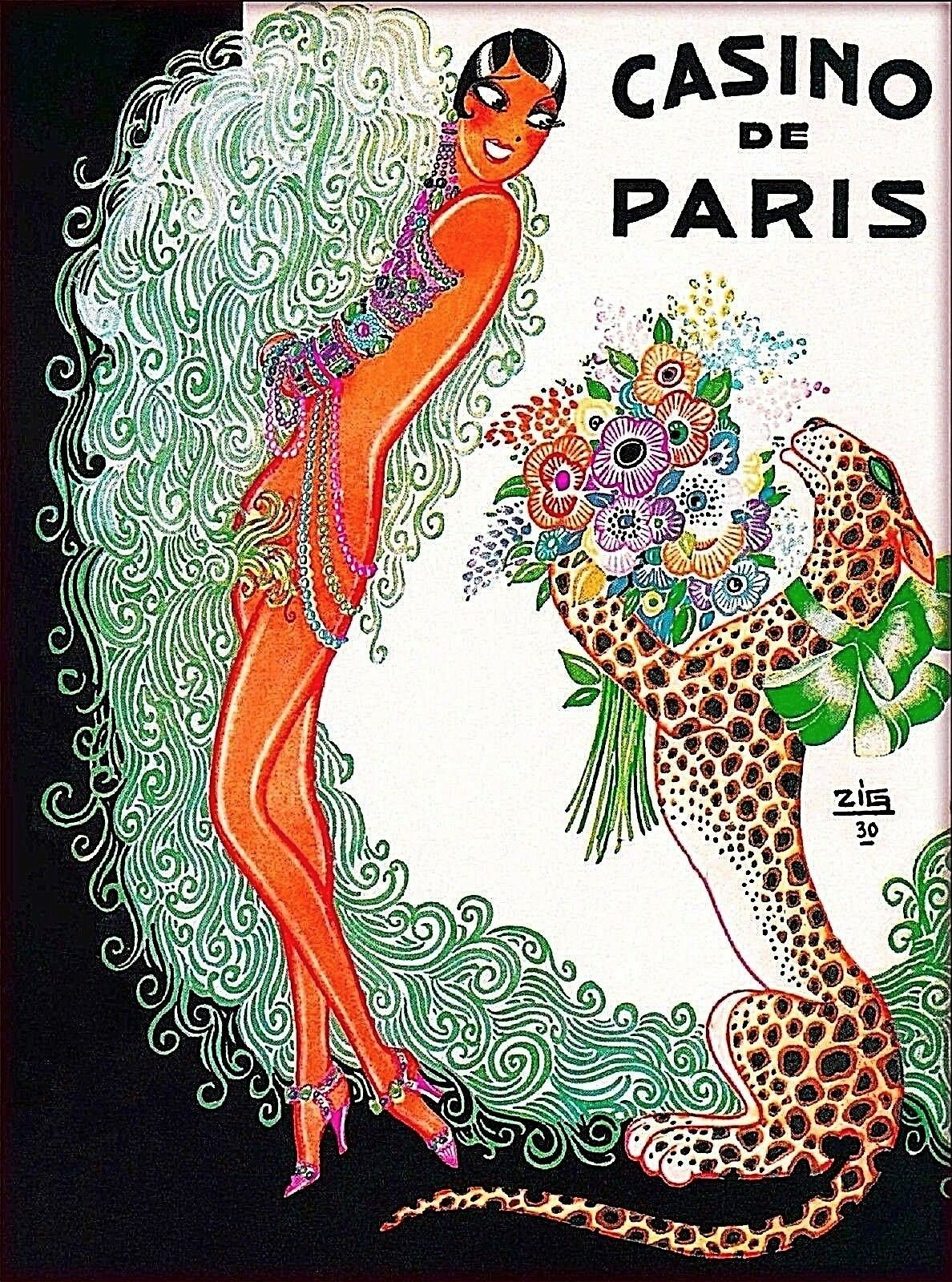
Poster van Josephine Baker en Chiquita, vervaardigd door Louis Gaudin, 1930

Na de moord op Martin Luther King in 1968, werd haar gevraagd om zijn plaats in te nemen. Ze bedankte voor de eer, omdat ze haar pleegkinderen te jong vond om hun moeder te verliezen.

## Menagerie
Zij hield er als dierenliefhebster een bonte verzameling dieren in haar huis op na, zoals onder andere een varken, een geit, een chimpansee, witte muizen, een Deense hond en de cheeta, die zij Chiquita noemde, met wie zij aangelijnde wandelingen over straat maakte en daarmee veel bekijks oogstte. Chiquita had ook een rol bij haar optredens in het theater. In de loop van de tijd werden er meer dieren toegevoegd.

## Modellenwerk en mode-icoon
Baker stond model voor de schilders Kees van Dongen, Pablo Picasso en Tsuguharu Foujita.
Gedurende de jaren dat zij in Parijs woonde, investeerde zij veel in haar garderobe, die uit rijk versierde, statige en elegante kledingstukken bestond en waarbij ze een 'grande dame de couture' weerspiegelde. Tot haar ontwerpers behoorden onder meer: Paul Poiret, Madeleine Vionnet, Jean Paul Gaultier, Marc Jacobs, Christian Louboutin en Pierre Balmain. Ze was persoonlijk bevriend met en de muze van Christian Dior, van wie zij in de 60-er jaren van de vorige eeuw kleding droeg bij haar (burgerrechten)optredens in de VS. Het modehuis Dior ontwierp de lente/zomercouturecollectie 2023 met stoere rokkostuums, fluwelen kledingstukken en zijden lamé (voor glitter en glamour) als eerbetoon aan Baker.

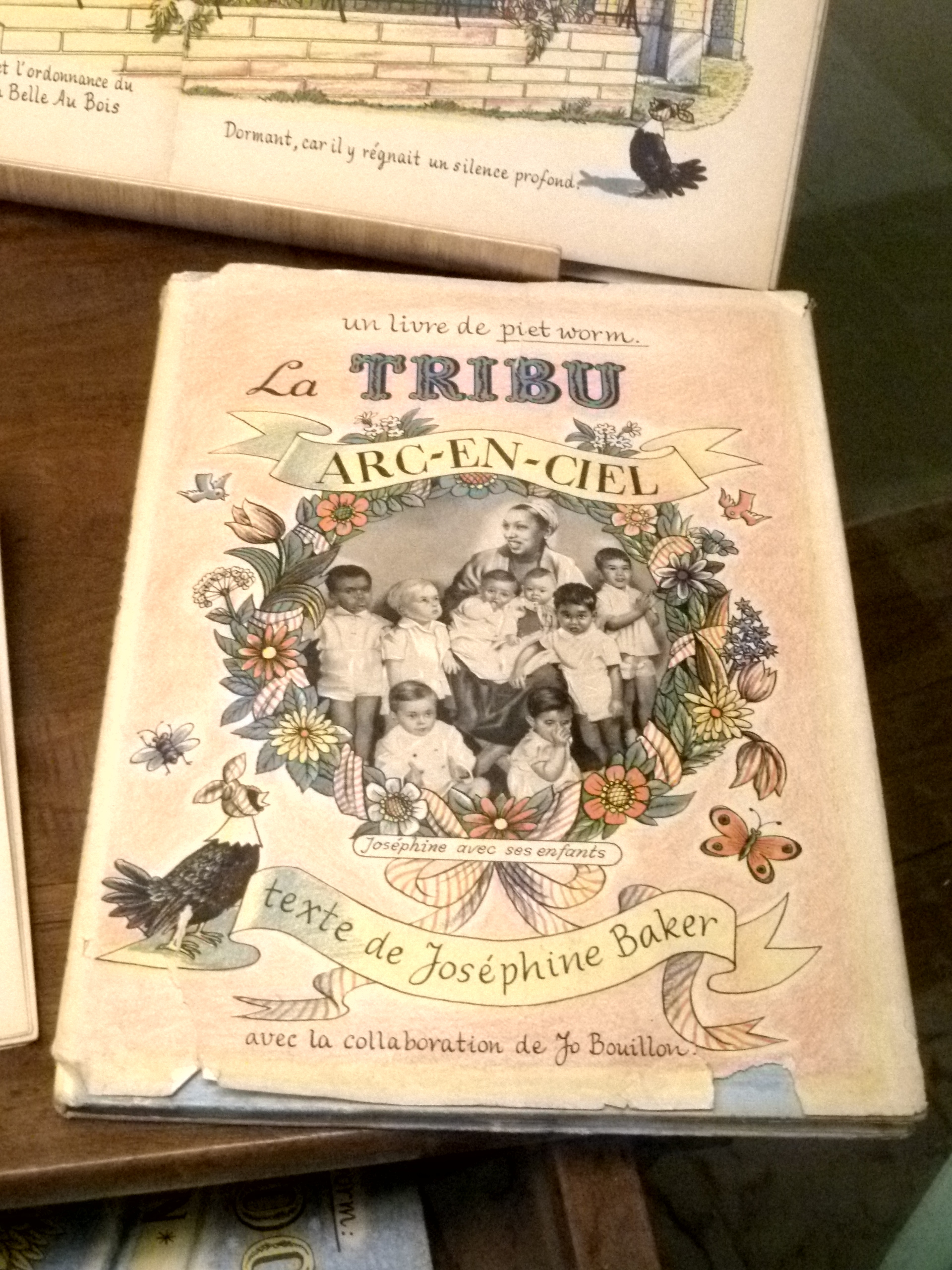
Het door Josephine Baker geschreven boek De Regenboog- kinderen

## Privéleven

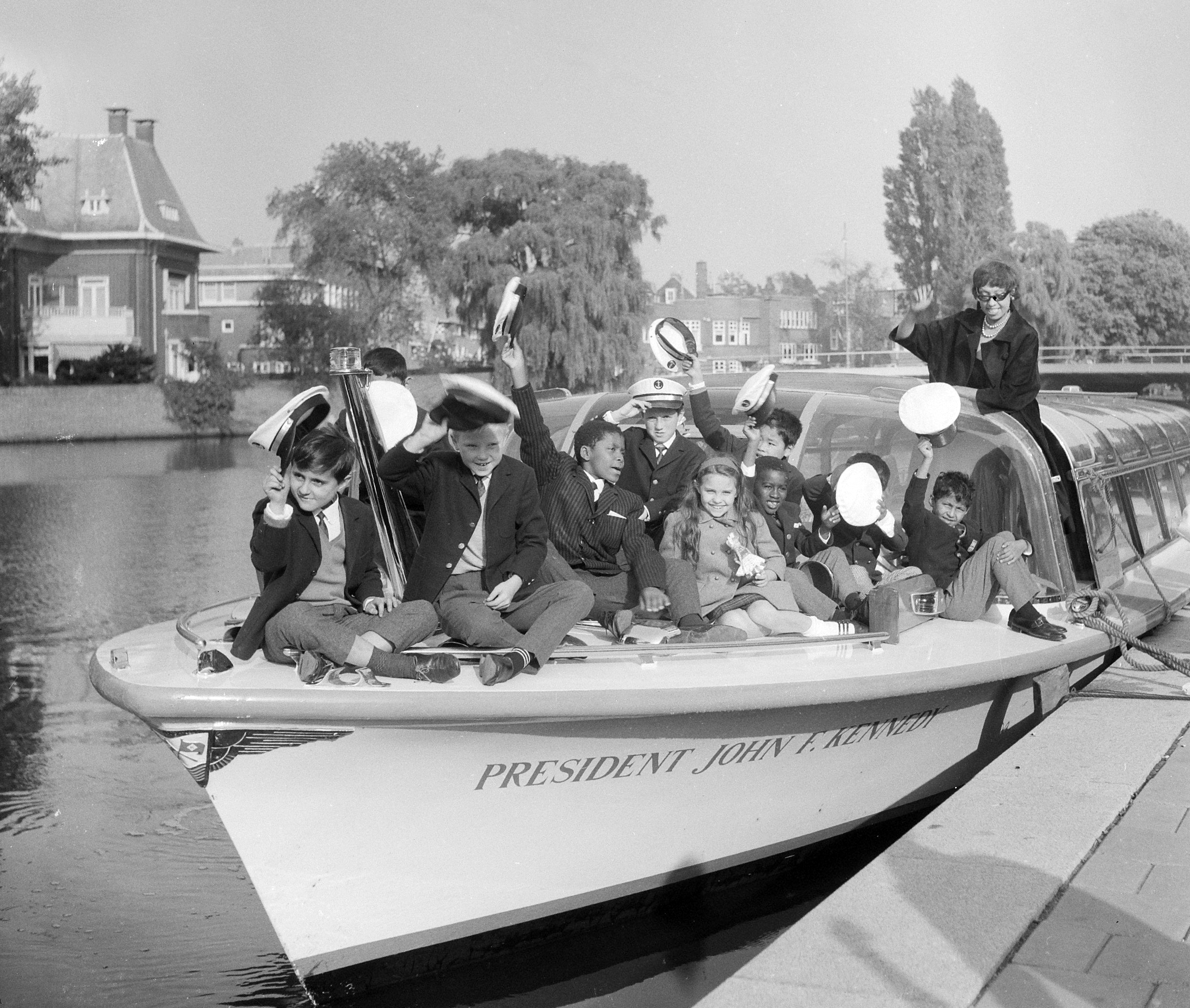
Josephine en tien van haar pleegkinderen op een Amsterdamse rondvaartboot (1964)

In 1941 had ze een miskraam, waarna haar baarmoeder verwijderd moest worden. In de loop van de tijd onderging zij nog vier operaties, die nodig waren in verband met levensbedreigende aandoeningen. Later adopteerde ze twaalf kinderen uit alle delen van de wereld; deze werden daarom wel de regenboogkinderen (la tribu arc-en-ciel) genoemd. Jo Bouillon hielp haar bij deze adopties. Een tijdlang woonde ze met haar kinderen in het Kasteel Les Milandes in Castelnaud-la-Chapelle in de Dordogne. Hier schreef Josephine in 1957 De Regenboog-kinderen, samen met Piet Worm, Nederlands schrijver en illustrator, die dit kinderboek, dat in Nederland een aantal herdrukken kende en in een aantal talen is verschenen, voorzag van kleurrijke tekeningen.

### Relaties
Baker heeft relaties gehad met:
- Willie Wells, in 1919 (1e huwelijk)
- William Howard Baker, in 1921 (2e huwelijk)
- Giuseppe Pepito Abatino, in 1926 (publiciteitsstunt)
- Jean Lion, van 1937 tot 1940 (derde huwelijk)
- Jo Bouillon (Frans orkestleider), van 1947 tot 1957, (vierde huwelijk, echtscheiding in 1961)
- Robert Brady (Amerikaans artiest), van 1973 tot 1974

Ook had ze kortstondige relaties met bekende bewonderaars, zoals:
- De maharadja van Kapurthala
- Le Corbusier (Charles-Edouard Jeanneret)
- Ernest Hemingway

Josephine Baker was biseksueel. Gehuwd geweest met meerdere mannen, onderhield zij haar hele volwassen leven ook relaties met vrouwen. Er is echter nooit publiekelijk aandacht besteed aan dit deel van haar persoonlijkheid. Haar beroemde geliefden waren onder anderen de Franse schrijfster Colette en Frida Kahlo. Een van haar kinderen, Jean-Claude Baker, vermeldt in de biografie over zijn moeder bovendien Clara Smith, Evelyn Sheppard, Bessie Allison en Mildred Smallwood, die ze allemaal in het circuit ontmoette tijdens haar eerste jaren op het podium in de Verenigde Staten.
Haar lied J'ai Deux Amours kan op verschillende wijzen worden uitgelegd: de liefde voor Frankrijk, en met name Parijs; de liefde voor Amerika en Frankrijk; de liefde voor zowel mannen als vrouwen.

### Vrijmetselarij
Baker was lid van de Vrijmetselarij. Ze werd in 1960 ingewijd bij de Loge La Nouvelle Jérusalem van de Grande Loge Féminine de France. Zij werd echter in 1964 van de lidmaatschapslijst verwijderd, omdat zij niet de vergaderingen bijwoonde en de contributie niet had betaald.

## Eerste filmrol
In 1927 speelde zij haar eerste filmrol in de stomme film La Sirène des Tropiques en was tevens de eerste kleurlinge die  in een film speelde.

## Speelfilms
- La Sirène des tropiques (1927) (Siren of the Tropics)
- Zouzou (1934)
- Princesse Tam Tam (1935)
- Moulin Rouge (1940)
- Fausse alerte (1945) (The French Way)
- An jedem Finger zehn (1954) (Ten on Every Finger)
- Carosello del varietà (1955)
- Grüsse aus Zürich (1963) (televisie)

## Discografie
- Chansons Américaines (1951)
- Encores Américaines (1951)
- Paris mes Amours (1959)
- Olympia (1968)
- The Fabulous Josephine Baker (1962) - compilatie

## Uitspraken
- Omdat ik op het podium een wilde ben, wil ik in het dagelijks leven zo beschaafd mogelijk zijn.
- Op een dag besefte ik dat ik in een land leefde waar ik bang was om zwart te zijn. Het was een land gereserveerd voor blanken. Er was geen plaats voor zwarten. Ik stikte in de Verenigde Staten. Velen van ons zijn weggegaan, niet omdat we dat wilden, maar omdat we het niet konden uithouden... In Parijs voelde ik me bevrijd.[16]
- Liefde is sterker dan elke haat. Haat betekent de ondergang van elk ras, elke natie.

## Trivia
- In 1994 werd een inslagkrater op de planeet Venus naar haar vernoemd.

## Fotogalerij

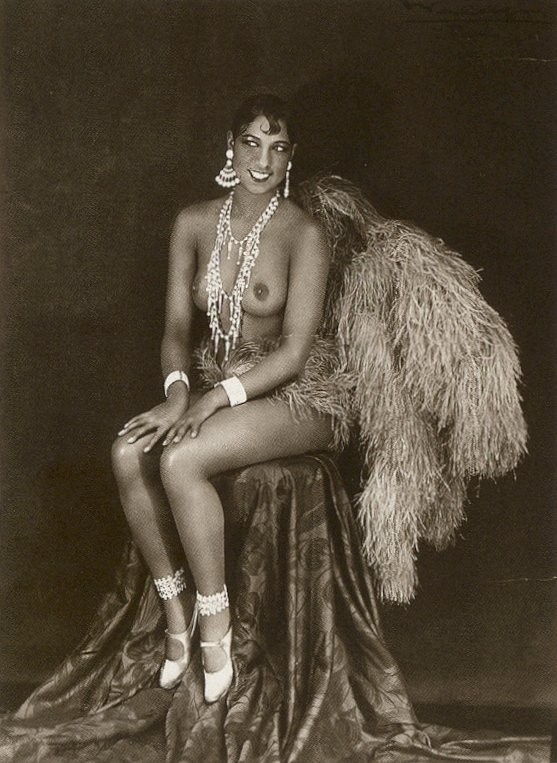
Josephine Baker (1927), Lucien Waléry
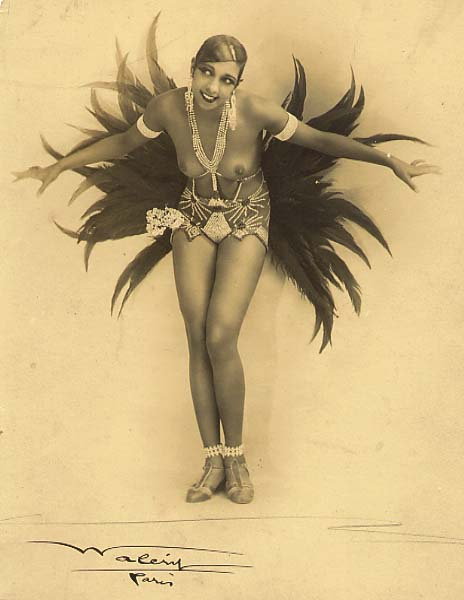
Josephine Baker in verenpak in La Revue des Revues (1927), Lucien Waléry
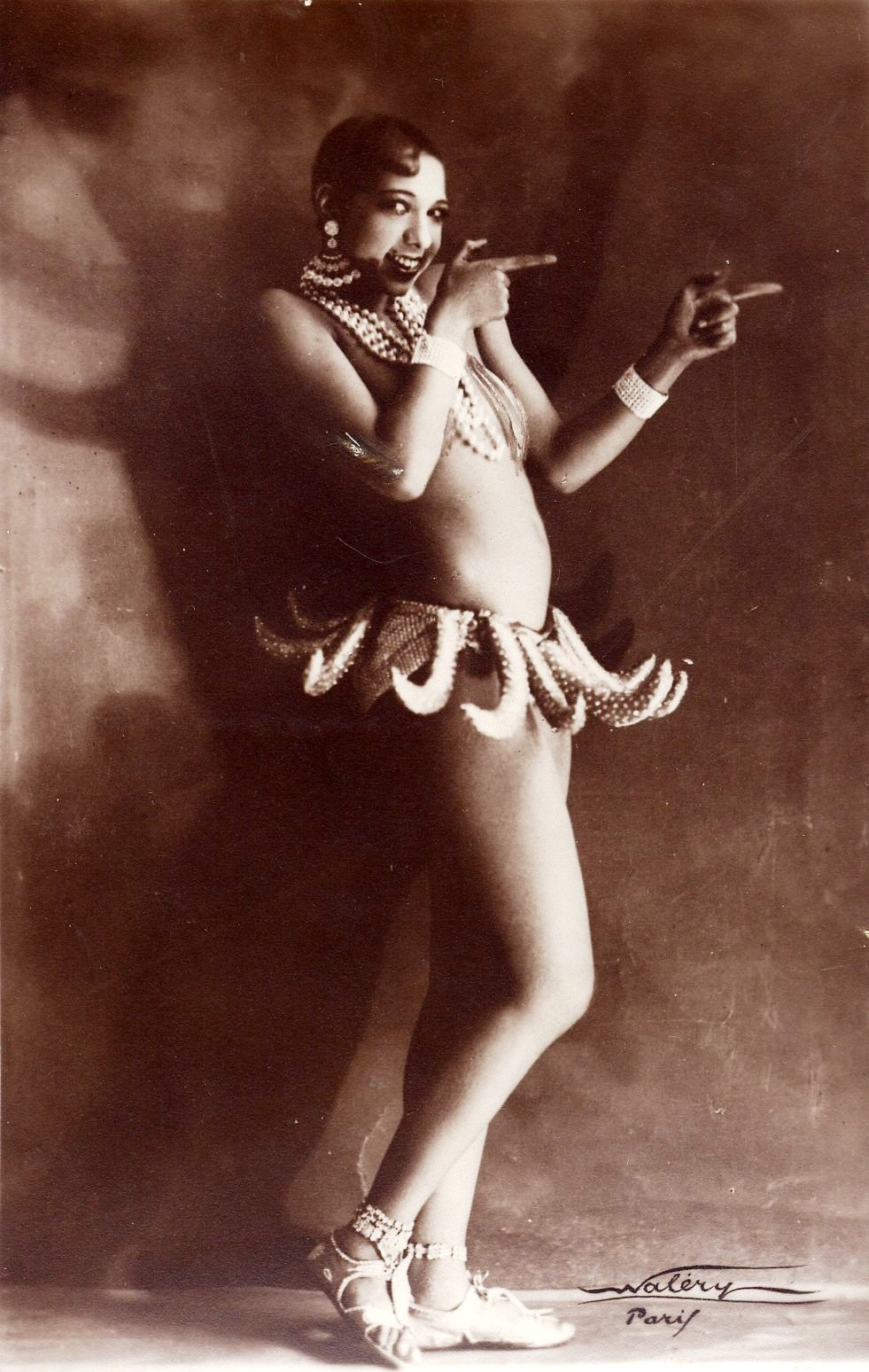
Baker in bananenpakje in de revue Un Vent de Folie (1927), Lucien Waléry
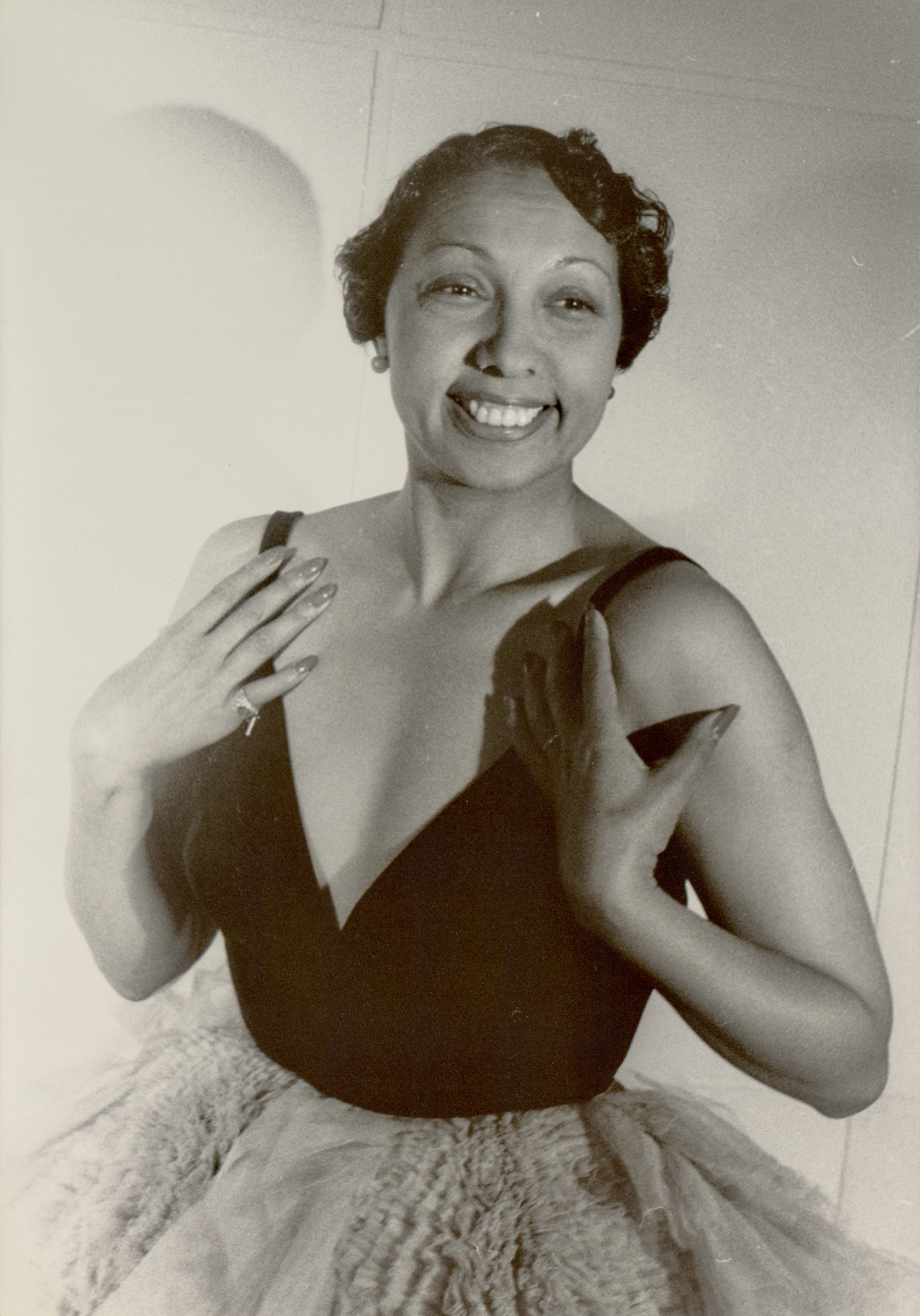
Josephine Baker (1949), Carl Van Vechten, Library of Congress